# Charles-Louis Guigon

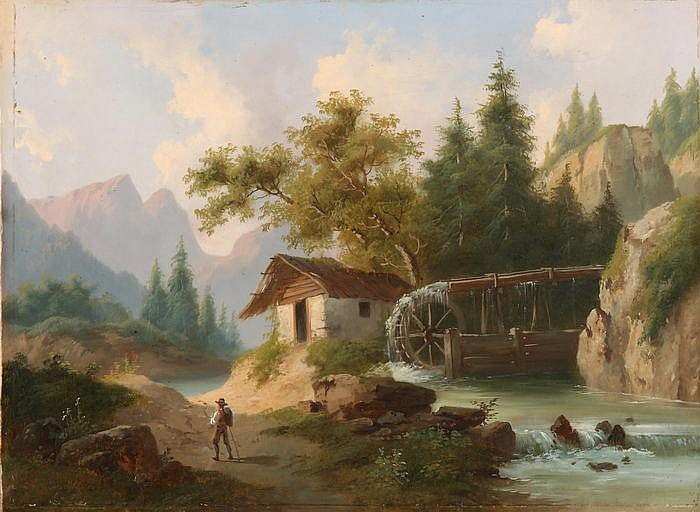
Wanderer vor Wassermühle
am Gebirgsbach

Charles-Louis Guigon (* 9. Juni 1807 in Genf; † 15. Juni 1882 ebenda) war ein Schweizer Landschaftsmaler, Aquarellist, Radierer und Lithograf.

## Leben
Charles-Louis Guigon wurde als Sohn des Uhrmachers Jean-Louis Guigon geboren. Nach einem Jahr Gymnasium nahm Guigon Zeichenunterricht bei Anne Alméras-Chappuis und setzte diesen beim Emailmaler Jacques-Marc Henry fort. Danach wurde er Schüler von François Gédéon Reverdin an der Zeichenschule in Genf. Von 1827 bis 1828 studierte er bei Louis-Victor Godin in Paris.
Guigon beschäftigte sich fast ausschliesslich mit der Landschaftsmalerei aus dem Berner Oberland, Savoyen und Wallis. Er unternahm auch Studienreisen nach Italien, besonders nach Venedig.
Von 1826 bis 1881 nahm er alljährlich an Kunstausstellungen in Genf teil, 1840 auch in Paris. Er wurde Mitglied der Genfer Künstlergesellschaft. Neben seiner Tätigkeit als Maler und Lithograf gab er Privatunterricht. 1843 gründete er in Genf einen Malkurs für Damen.
Er war mit Jeanne-Françoise Vettiner verheiratet.

## Werke
- Lacs de la Suisse et de la Haute Italie : 1ère livraison contenant une vue des lacs de Genève, de Zurich, de Lugano et Majeur. [Genève] : [s.n.], [ca. 1850]. Digitalisat